# Filippo Zana
Filippo Zana (* 18. März 1999 in Thiene) ist ein italienischer Radrennfahrer.

## Sportlicher Werdegang
Mit dem Wechsel in die U23 in der Saison 2018 wurde Zana Mitglied im UCI Continental Team Trevigiani Phonix-Hemus 1896, nach dessen Auflösung wechselte er zur Saison 2019 zum Team Sangemini-Trevigiani-MG.Kvis. In diesem Jahr gewann er den Gran Premio Capodarco und erzielte weitere Podiumsplatzierungen bei Eintagesrennen in seiner Heimat Italien. Beim Giro Ciclistico d’Italia belegte er den 10. Platz in der Gesamtwertung.
Daraufhin erhielt Zana zur Saison 2020 einen Vertrag beim UCI ProTeam Bardiani CSF. Im Oktober 2020 nahm er mit dem Giro d’Italia erstmals an einer Grand Tour teil und schloss diese als 100. in der Gesamtwertung ab. Den ersten Sieg für sein neues Team erzielte er in der Saison 2021 bei der Istrian Spring Trophy. Bei der Sazka Tour entschied er mit drei zweiten Etappenplätzen die Gesamt-, Punkte- und Nachwuchswertung für sich. Im UCI Nations’ Cup U23 2021 gewann er eine Etappe und die Gesamtwertung des Grand Prix Jeseníky, bei der Tour de l’Avenir belegte er in der Gesamtwertung den dritten Platz. In der Saison 2022 wurde er Italienischer Meister im Straßenrennen und sicherte sich die Gesamtwertung des Adriatica Ionica Race.
Zur Saison 2023 wechselte Zana in die UCI WorldTour und wurde Mitglied beim Team Jayco AlUla. Beim Giro d’Italia 2023 erzielte er den bisher wichtigsten Erfolg seiner Karriere, als er Sprint gegen Thibaut Pinot die Bergankunft der 18. Etappe gewann. Mit der Gesamtwertung der Slowenien-Rundfahrt war er auch erstmals bei einem Rennen der UCI ProSeries erfolgreich. Beim Giro d’Italia 2024 rückte er nach der 10. Etappe in die Top 10 der Gesamtwertung auf, da er das Ziel als Siebter der Ausreißergruppe erreichte. Auf der anspruchsvollen 20. Etappe rutschte er jedoch auf den elften Rang ab, auf dem er auch die Rundfahrt beendete. Bei der Vuelta a España konnte er sich in der Gesamtwertung nicht im Vorderfeld platzieren, auf der 16. Etappe verpasste er nur knapp seinen zweiten Tageserfolg bei einer Grand Tour, als war er Mitglied einer Ausreißergruppe war und im Ziel nur Marc Soler den Vortritt lassen musste.

## Erfolge
2017
- G.P. Sportivi Sovilla-La Piccola Sanremo

2019
- Gran Premio Capodarco

2021
- eine Etappe Istrian Spring Trophy
- Gesamtwertung und eine Etappe Course de la Paix Grand Prix Jeseníky
- Gesamtwertung, Punktewertung und Nachwuchswertung Sazka Tour

2022
- Gesamtwertung und Nachwuchswertung Adriatica Ionica Race
- Nachwuchswertung Tour du Limousin
- Italienischer Meister – Straßenrennen

2023
- eine Etappe Giro d’Italia
- Gesamtwertung Slowenien-Rundfahrt

## Grand-Tour-Platzierungen
| Grand Tour            | 2020 | 2021 | 2022 | 2023 | 2024 | 2025 |
| --------------------- | ---- | ---- | ---- | ---- | ---- | ---- |
| Giro d’ItaliaGiro     | 100  | 73   | 47   | 18   | 11   | 58   |
| Tour de FranceTour    | –    | –    | –    | –    | –    |      |
| Vuelta a EspañaVuelta | –    | –    | –    | DNF  | 56   |      |